# Флаг Октябрьского района (Ростовская область)
Флаг муниципального образования «Октя́брьский район» Ростовской области Российской Федерации.
Флаг района — опознавательно-правовой знак, составленный и употребляемый в соответствии вексиллологическими (флаговедческими) правилами, и являющийся официальным символом района как муниципального образования на территории Ростовской области, символизирующий его достоинство и административное значение, единство его территории и населения, историческую преемственность, а также права органов местного самоуправления района.

## Описание
Флаг района представляет собой полотнище, ширина и длина которого соотносятся как 2:3 (подробней будет вписано в зависимости от выбора депутатами того или иного проекта герба).

Оборотная сторона флага является зеркальным отображением его лицевой стороны
— 

Флаг Октябрьского района представляет собой красное полотнище, ширина и длина которого соотносятся как 2:3, в центе которого расположена эмблема из герба района с заменой золота — жёлтым цветом, а серебра — белым.
— 
Геральдическое описание герба гласит: «В червлёном поле — продетые сквозь золотое паровозное колесо (противовесом влево и вниз) серебряные бунчук (на копье) и цеп».

## Обоснование символики
Бунчук символизирует казачьи традиции жителей местности, цеп — традиционная аграрная специализация района (на его территории находится один из крупнейших аграрных вузов страны — Донской государственный аграрный университет), а паровозное колесо — в знак признания роли железной дороги и её инфраструктуры в развитии района, на территории которого расположена большая часть Новочеркасского электровозостроительного завода, а городское поселение — районный центр Каменоломни — является прежде всего крупной опорной железнодорожной станцией, обслуживающей города Новочеркасск, Шахты, Красный Сулин, Новошахтинск, Усть-Донецкий и Октябрьский районы).
Преобладание во флаге красного и жёлтого цветов намекает на название района (одновременно осеннее и советское).